# Juan de Dios Ramírez Perales
Juan de Dios Ramírez Perales (8 de marzo de 1969) es un exfutbolista mexicano. 
Jugó con distintos equipos del fútbol mexicano, debutó con los Pumas de la UNAM, donde fue campeón de Liga en la temporada 90-91, después paso por los equipos Club de Fútbol Monterrey, Toros Neza, Atlante, Club Deportivo Irapuato, y finalizó su carrera con los Tiburones Rojos de Veracruz. Fue seleccionado nacional en varias ocasiones, y participó en la Copa Mundial de Fútbol de 1994. Fue Auxiliar Técnico de Ignacio Ambríz en el Querétaro Fútbol Club y entrenador del Club Irapuato.
Llegó a ser auxiliar técnico de Ignacio Ambriz en el Deportivo Toluca de la Primera División de México. 

## Selección nacional

### Participaciones en Copas del Mundo
| Mundial                        | Sede           | Resultado        |
| ------------------------------ | -------------- | ---------------- |
| Copa Mundial de Fútbol de 1994 | Estados Unidos | Octavos de final |

| Fecha               | Rival    | Sede                | Estadio              | Resultado             |
| ------------------- | -------- | ------------------- | -------------------- | --------------------- |
| 19 de junio de 1994 | Noruega  | Washington, DC      | RFK Memorial Stadium | Noruega 1 - 0 México  |
| 24 de junio de 1994 | Irlanda  | Orlando, FL         | Citrus Bowl          | México 2 - 1 Irlanda  |
| 28 de junio de 1994 | Italia   | Washington, DC      | RFK Memorial Stadium | Italia 1 - 1 México   |
| 5 de julio de 1994  | Bulgaria | East Rutherford, NJ | Giants Stadium       | México 1 - 1 Bulgaria |

### Participaciones en Copa América
| Copa              | Sede    | Resultado        |
| ----------------- | ------- | ---------------- |
| Copa América 1993 | Ecuador | Subcampeón       |
| Copa América 1995 | Uruguay | Cuartos de final |

## Clubes
- Club Universidad Nacional (1988 - 1994)
- Club de Fútbol Monterrey (1994 - 1995)
- Toros Neza (1995 - 1996)
- Atlante Fútbol Club (1996 - 2000)
- Club Deportivo Guadalajara Invierno 2000
- Club Universidad Nacional Verano (2001)
- Club Irapuato se muda a Tiburones Rojos de Veracruz (2001 - 2002)